# 石手川ダム
石手川ダム（いしてがわダム）は、愛媛県松山市の一級河川・重信川水系石手川に位置するダムである。洪水調節や上水道・灌漑用水の供給を目的に、建設省四国地方建設局（現国土交通省四国地方整備局）により建設された。堤高は、松山市で最も高い建築物であるいよてつ高島屋の観覧車よりも2メートルほど高い。

## 道後・松山市の水瓶
松山市は、少雨と需要増大に起因する慢性的な水不足に悩まされている。石手川ダムでは、松山市の約半分（松山市中心部の大部分）の上水道水を賄っているが、例年の如く渇水による取水制限が実施されている。ダム完成後、取水制限が実施されずに済んだ年は、1980年、1987年、1988年、1989年、1991年、1993年、1999年、2004年及び2006年の9か年に留まり、平均すると年に約100日間は取水制限が実施された計算になる。近年は市民の節水意識の高まりや節水型製品の普及により、渇水問題は緩和されつつある。

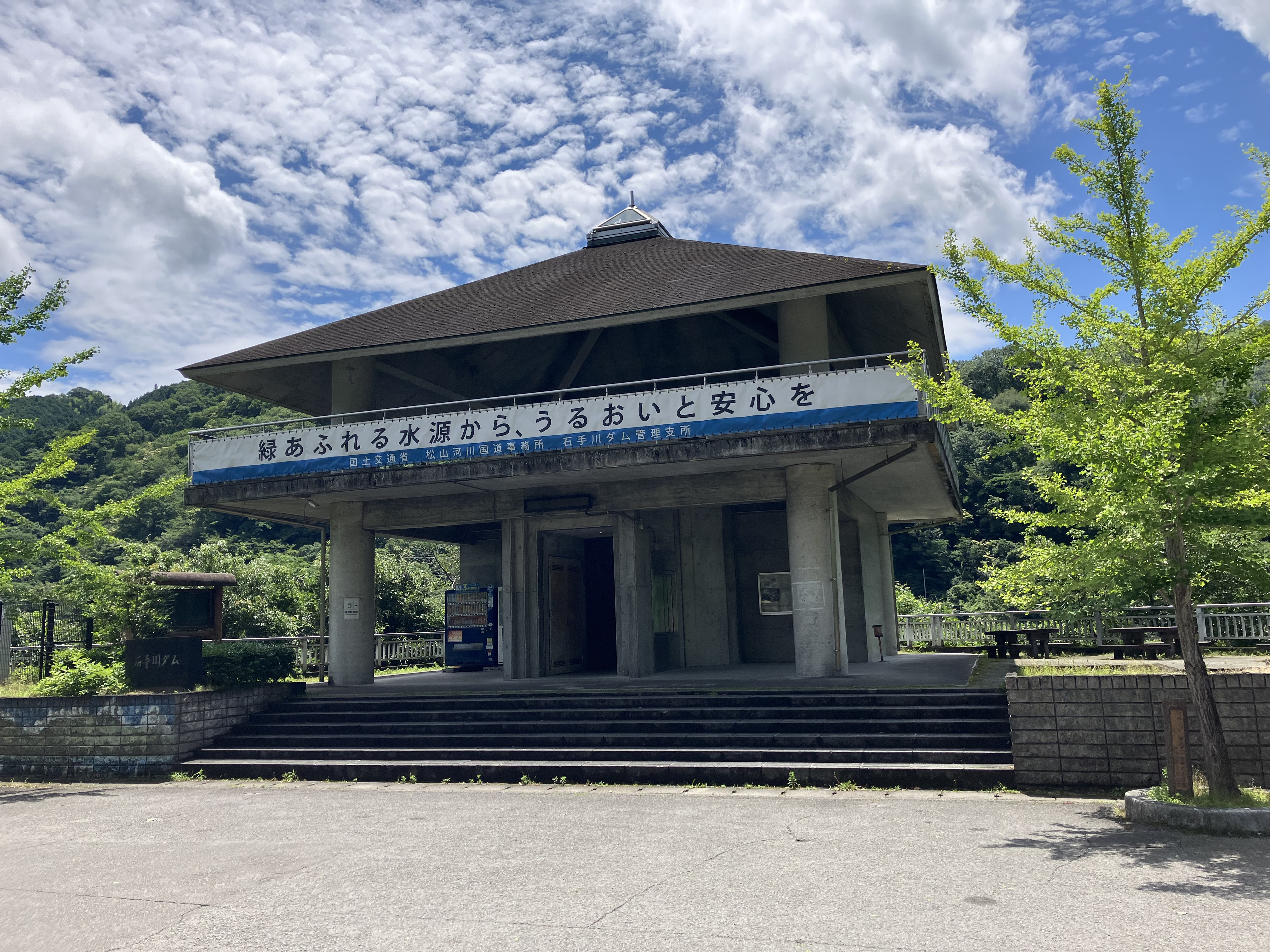
管理支所（2025年6月）
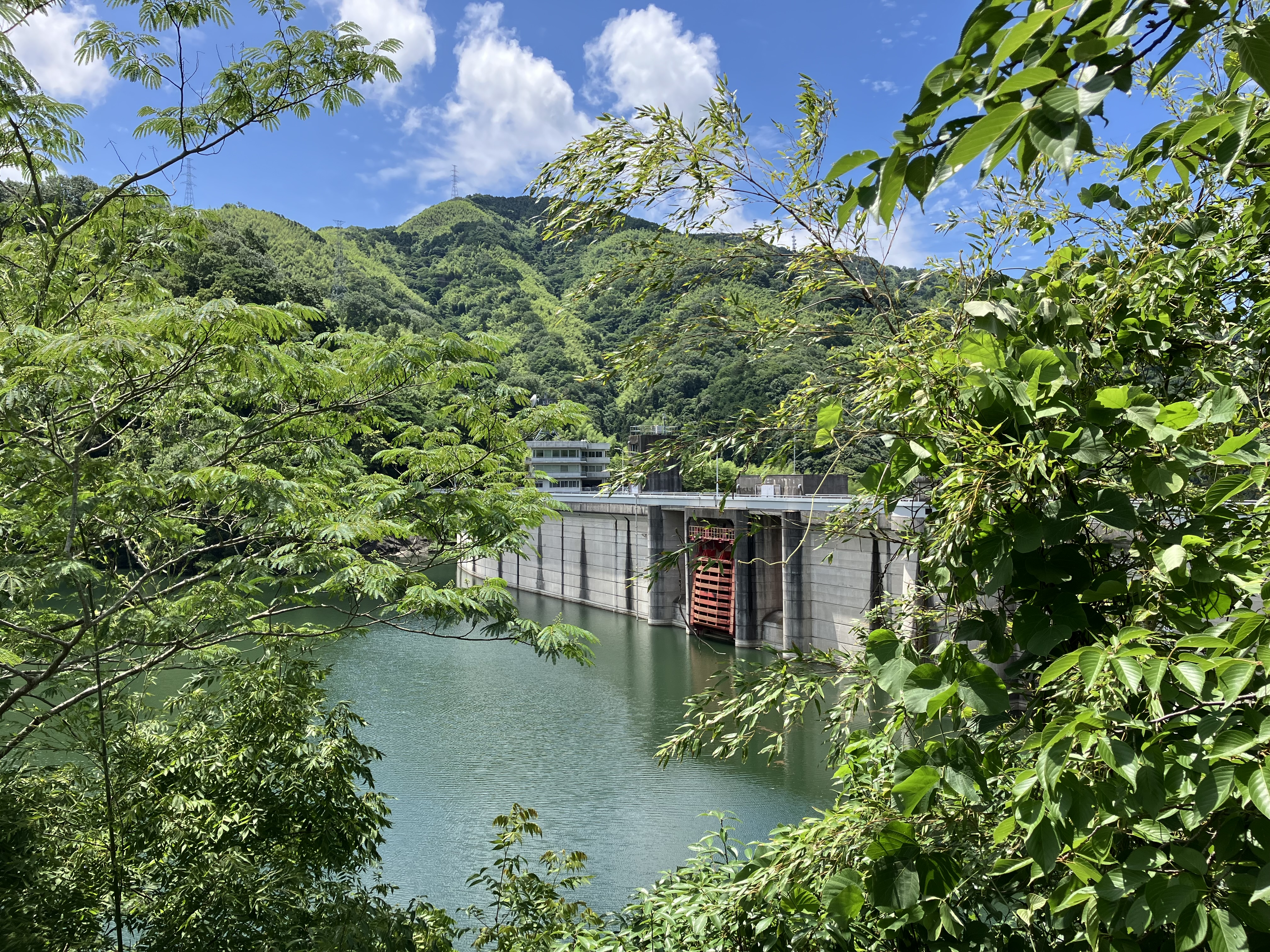
ダムの一部（2025年6月）

## 白鷺湖
白鷺湖の湖畔では、下記の6か所の公園が整備されており、春にはサクラを、夏にはバーベキューや釣りを、秋には紅葉を、冬には渡り鳥の観察を楽しめる。湖岸に沿って国道317号が走っており、公園には一般客向けの駐車場と展望台とトイレが併設されている。2021年3月31日までは伊予鉄バス河中線のバス停があった。ダムの南西約2kmの場所には奥道後温泉が位置する。
- みはらし公園（旧展望所・1号地公園）
- くつろぎ公園（旧2号地公園）
- せせらぎ公園（旧4号地公園）
- こもれび公園（旧6号地公園）
- 3号地公園
- 5号地公園